# Misgolas ornatus
Misgolas ornatus là một loài nhện trong họ Idiopidae.
Loài này thuộc chi Misgolas. Misgolas ornatus được William Joseph Rainbow miêu tả năm 1914.